# Mads Mikkelsen
Mads Dittmann Mikkelsen kiejtéseⓘ (Østerbro, Dánia, 1965. november 22. –) dán színész.

## Fiatalkora
1965. november 22-én született Koppenhága Østerbro nevű kerületében, Bente Christiansen és Henning Mikkelsen fiaként. Apja taxisofőr volt. Testvére, Lars Mikkelsen szintén színész. A testvérek a Nørrebro körzetben nőttek fel.
Fiatalkorában tornásznak készült, mivel atlétikával akart foglalkozni, de végül táncot tanult a göteborgi Balettakademienben. Folyékonyan beszélt svédül is. Táncos karrierje során ismerkedett meg Hanne Jacobsen koreográfussal, akit 2000-ben vett feleségül. Közel egy évtizeden át profi táncos volt, amíg 1996-ban fel nem hagyott vele, és színészi karrierbe kezdett az Århus Színművészeti Főiskolán.

## Színészi pályafutása
Az Århus Theatre Schoolba járt, ezt követően került sor első filmszerepére az Elátkozott városban. Feltűnt olyan népszerű mozikban, mint a Gengszterek fogadója, Zöld hentesek és az Elátkozott város első és második része. Leghíresebb dán szerepe mégis a Rejseholdet című  televíziós sorozathoz kötődik, amiben rendőrt játszott. Hollywoodi debütálása Jerry Bruckheimer produkciójában, az Artúr királyban volt, melyben Tristant formálta meg 2004-ben, két évvel később pedig Le Chiffre, James Bond ellenlábasa lett a 21. Bond-kalandban, a Casino Royale-ban.
2012-ben Cannes-ban elnyerte a legjobb férfi alakítás díját az A vadászat (Jagten) című filmben nyújtott alakításáért.

## Magánélete
2000-ben feleségül vette Hanne Jacobsen koreográfust, akivel 1987 óta volt együtt. Van egy lányuk, Viola (sz. 1992-ben) és egy fiuk, Carl (sz. 1997-ben).
Mikkelsen egész életében Koppenhágában élt, kivéve, amikor a Hannibal forgatása alatt Torontóba költözött. Dániában él, de van egy lakása a spanyolországi Mallorca szigetén, ahol először az 1990-es évek végén járt.
A közvélemény-kutatások szerint gyakran őt választják Dánia „legszexibb férfijának”. Mikkelsen nem vallásos. A dán anyanyelvén kívül beszél svédül, németül, angolul, oroszul és franciául.

## Kitüntetések
2010. április 15-én Mikkelsent a Dannebrog-rend lovagjává választották. 2016 áprilisában a francia kormány az Ordre des Arts et des Lettres lovagjává választotta.

## Filmográfia

### Film
| Év   | Magyar cím                                                     | Eredeti cím                                     | Szerep                      | Magyar hang           | Rendező                   |
| ---- | -------------------------------------------------------------- | ----------------------------------------------- | --------------------------- | --------------------- | ------------------------- |
| 1996 | Elátkozott város                                               | Pusher                                          | Tonny                       | Bede-Fazekas Szabolcs | Nicolas Winding Refn (1.) |
| 1998 | Kísért a múlt                                                  | Vildspor                                        | Jimmy                       | Kőszegi Ákos          | Simon Staho               |
| 1998 |                                                                | Nattens engel'                                  | Ronnie                      |                       | Shaky González            |
| 1999 | Vérveszteség                                                   | Bleeder                                         | Lenny                       |                       | Nicolas Winding Refn (2.) |
| 2000 | Gengszterek fogadója                                           | Blinkende Lygter                                | Arne                        | Rajkai Zoltán         | Anders Thomas Jensen (1.) |
| 2001 |                                                                | Monas verden                                    | Casper                      |                       | Jonas Elmer               |
| 2001 |                                                                | En kort en lang                                 | Jacob                       |                       | Hella Joof                |
| 2002 | Dina vagyok                                                    | I Am Dina                                       | Niels                       | Csuja Imre            | Ole Bornedal              |
| 2002 | Hogy szeretsz?                                                 | Elsker dig for evigt                            | Niels                       | Tóth Roland           | Susanne Bier (1.)         |
| 2002 | Wilbur öngyilkos akar lenni                                    | Wilbur Wants to Kill Himself                    | Horst                       | Juhász György         | Lone Scherfig             |
| 2003 | Zöld hentesek                                                  | De grønne slagtere                              | Svend                       | Rajkai Zoltán         | Anders Thomas Jensen (2.) |
| 2003 | Szex, hazugság, super 8-as – Torremolinos 73                   | Torremolinos 73                                 | Magnus                      | Bodrogi Attila        | Pablo Berger              |
| 2004 | Artúr király                                                   | King Arthur                                     | Trisztán                    | Fazekas István        | Antoine Fuqua             |
| 2004 | Elátkozott város 2.                                            | Pusher II                                       | Tonny                       |                       | Nicolas Winding Refn (3.) |
| 2005 | Ádám almái                                                     | Adams Æbler                                     | Ivan                        | Holl Nándor           | Anders Thomas Jensen (3.) |
| 2006 | Esküvő után                                                    | Efter brylluppet                                | Jacob Petersen              |                       | Susanne Bier (2.)         |
| 2006 | Prágai történet                                                | Prag                                            | Christoffer                 | Kaszás Gergő          | Ole Christian Madsen (1.) |
| 2006 | Vészkijárat                                                    | Exit                                            | Thomas Skepphult            | Schnell Ádám          | Peter Lindmark            |
| 2006 | Casino Royale                                                  | Casino Royale                                   | Le Chiffre                  | Kaszás Gergő          | Martin Campbell           |
| 2008 |                                                                | Flammen & Citronen                              | Jørgen Haagen Schmith       |                       | Ole Christian Madsen (2.) |
| 2009 | Coco Chanel és Igor Stravinsky – Egy titkos szerelem története | Coco Chanel & Igor Stravinsky                   | Igor Stravinsky             | Kőszegi Ákos          | Jan Kounen                |
| 2009 | Valhalla – A vikingek felemelkedése                            | Valhalla Rising                                 | One-Eye                     | Földi Tamás           | Nicolas Winding Refn (4.) |
| 2009 |                                                                | Die Tür                                         | David Andernach             |                       | Anno Saul                 |
| 2010 | A titánok harca                                                | Clash of the Titans                             | Draco                       | Kaszás Gergő          | Louis Leterrier           |
| 2010 | Üstökös a Mumin‑völgy fölött                                   | Moomins and the Comet Chase                     | Mafli (hangja)              | Hamvas Dániel         | Maria Lindberg            |
| 2011 | A három testőr                                                 | The Three Musketeers                            | Comte de Rochefort          | Kőszegi Ákos          | Paul W. S. Anderson       |
| 2012 | Egy veszedelmes viszony                                        | En kongelig affære                              | Johann Friedrich Struensee  | Holl Nándor           | Nikolaj Arcel (1.)        |
| 2012 | A vadászat                                                     | Jagten                                          | Lucas                       | Holl Nándor           | Thomas Vinterberg (1.)    |
| 2012 |                                                                | Move On                                         | Mark                        |                       | Asger Leth                |
| 2013 | Halálos szerelem                                               | Charlie Countryman                              | Nigel                       | Szabó Győző           | Fredrik Bond              |
| 2013 | A lázadás kora: Michael Kohlhaas legendája                     | Age of Uprising: The Legend of Michael Kohlhaas | Michael Kohlhaas            | Epres Attila          | Arnaud des Pallières      |
| 2014 | A Megváltás                                                    | The Salvation                                   | Jon Jensen                  | Epres Attila          | Kristian Levring          |
| 2015 | Férfiak és csirkék                                             | Mænd og Høns                                    | Elias                       |                       | Anders Thomas Jensen (4.) |
| 2016 | Doctor Strange                                                 | Doctor Strange                                  | Kaecilius                   | Rába Roland           | Scott Derrickson          |
| 2016 | Zsivány Egyes – Egy Star Wars-történet                         | Rogue One                                       | Galen Erso                  | Rosta Sándor          | Gareth Edwards            |
| 2018 | Sarkvidék                                                      | Arctic                                          | Overgård                    | Kőszegi Ákos          | Joe Penna                 |
| 2018 | Van Gogh az örökkévalóság kapujában                            | At Eternity's Gate                              | Pap                         | Gyurity István        | Julian Schnabel           |
| 2019 | Szélsőség                                                      | Polar                                           | Duncan Vizla                |                       | Jonas Åkerlund            |
| 2020 | Még egy kört mindenkinek                                       | Druk                                            | Martin                      | Kőszegi Ákos          | Thomas Vinterberg (2.)    |
| 2020 | Az igazság bajnokai                                            | Retfærdighedens Ryttere                         | Markus                      | Kőszegi Ákos          | Anders Thomas Jensen (5.) |
| 2021 | A fejedbe látok                                                | Chaos Walking                                   | David Prentiss polgármester | Kőszegi Ákos          | Doug Liman                |
| 2022 | Legendás állatok: Dumbledore titkai                            | Fantastic Beasts: The Secrets of Dumbledore     | Gellert Grindelwald         | Rátóti Zoltán         | David Yates               |
| 2023 | Indiana Jones és a sors tárcsája                               | Indiana Jones and the Dial of Destiny           | Jürgen Voller               | Rába Roland           | James Mangold             |
| 2023 | A fattyú                                                       | Bastarden                                       | Ludvig Kahlen               | Kőszegi Ákos          | Nikolaj Arcel (2.)        |
| 2024 | Mufasa: Az oroszlánkirály                                      | Mufasa: The Lion King                           | Kiros (hangja)              | Rába Roland           | Barry Jenkins             |

Rövidfilmek
- Blomsterfangen (1996) – Max
- Café Hector (1996) – Anders
- Tom Merritt (1999) – Elmer Karr
- Nu (2003) – Jakob fiatalon
- Dykkerdrengen (2003) – Far
- Le Fantôme (2016) – Jake Scott

### Televízió
| Év        | Cím         | Szerep              | Megjegyzések |
| --------- | ----------- | ------------------- | ------------ |
| 2000–2004 | Rejseholdet | Allan Fisher        | 32 epizód    |
| 2005      | Julie       | Harald              | 6 epizód     |
| 2005      | Klovn       | Mads                | 1 epizód     |
| 2013–2015 | Hannibal    | Dr. Hannibal Lecter | 39 epizód    |

## Díjai
- 2012-es cannes-i fesztivál: legjobb férfi alakítás díja – A vadászat